# Slag bij Clavijo

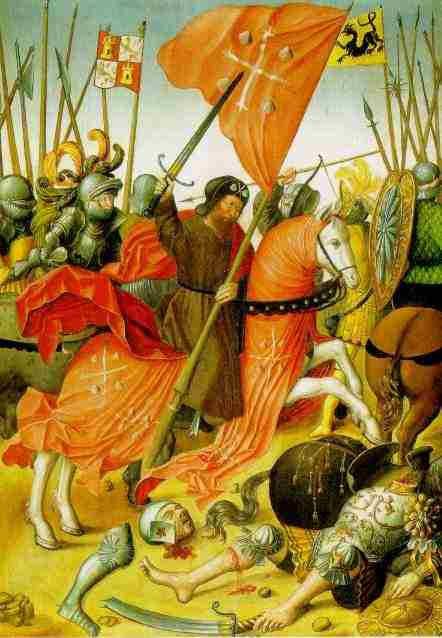
St-Jakob matamoros door Juan de Flandes, 15de eeuw

De Slag bij Clavijo is een fictieve veldslag, die plaats vond op 23 mei 844 tussen Christenen onder Ramiro I van Asturië en de Moren onder Abd ar-Rahman II, emir van Córdoba.
Deze legende werd gecreëerd om de slag bij Simancas in 939 tussen  Ramiro II van León en Abd al-Rahman III meer luister te geven.
Het verhaal luidt als volgt: Ramiro I, tiende vorst van Asturië, na Don Pelayo, had de dag eerder de Slag bij Albelda verloren. 's Nachts verscheen Sint-Jakobus (Santiago) en maande hem aan de strijd verder te zetten. De volgende dag streed Jakobus, gezeten op een wit paard, mee aan de zijde van de christenen. Het werd een klinkende overwinning voor de christenen, vandaar Jakobus' bijnaam matamoros of morendoder. Dit behoort tot de geschiedenis van de Reconquista.
Tot 1808 was er een jaarlijkse herdenking in de Kathedraal van Santiago de Compostella: de Voto de Santiago.